# Mario Craveri
Mario Craveri (* 2. Mai 1902 in Turin; † 28. Februar 1990 in Bergamo) war ein italienischer Kameramann und Dokumentarfilmer.

## Leben
Craveri arbeitete seit 1919 für die „Gloria Film“ seiner Heimatstadt als Kamerahelfer und feierte sein offizielles Debüt als Kameramann des zweiten Stabes während seiner Militärzeit in Libyen, wo er für Henry Kings The white sister arbeitete. In der Folgezeit widmete er sich Dokumentarfilmen und war bis 1936 für das Istituto Luce tätig, für das er Material in der ganzen Welt drehte, so u. a. in China, Äthiopien und Spanien. Mindestens sechs lange Dokumentationen liefen in den Kinosälen.
Nach einem ersten Film 1933 begann er 1936 als Kameramann für Spielfilme zu arbeiten und verantwortete in dieser Position die Fotografie zahlreicher Filme, darunter etliche Klassiker des italienischen Vorkriegsfilmes. In den 1950er Jahren kehrte er zu seiner alten Leidenschaft zurück und arbeitete, meist im Team, an weiteren Dokumentarfilmen, deren fotografische Schönheit auch entsprechenden Kassenerfolg mit sich brachten. 1959 und 1961 inszenierte er, in Ko-Regie mit Enrico Gras, auch zwei Spielfilme.

## Filmografie (Auswahl)

### Dokumentarfilmregisseur
- 1952: Das grüne Geheimnis (Magia verde)
- 1956: Auf der Spur der weißen Götter (L'impero del sole)

### Spielfilmkameramann
- 1947: Fabiola (Fabiola)
- 1950: Der Göttergatte (Prima comunione)
- 1950: Morgen ist es zu spät (Domani è troppo tardi)
- 1953: Fremdenlegion (Legione straniera)
- 1953: Der Skandal (La spiaggia)
- 1954: Liebe, Frauen und Soldaten (Destinées) (eine Episode)